# Crassuncus defectus
Crassuncus defectus is een vlinder uit de familie vedermotten (Pterophoridae). De wetenschappelijke naam van deze soort is voor het eerst geldig gepubliceerd in 1991 door Bigot & Luquet.
De soort komt voor in tropisch Afrika.